# Power Machines

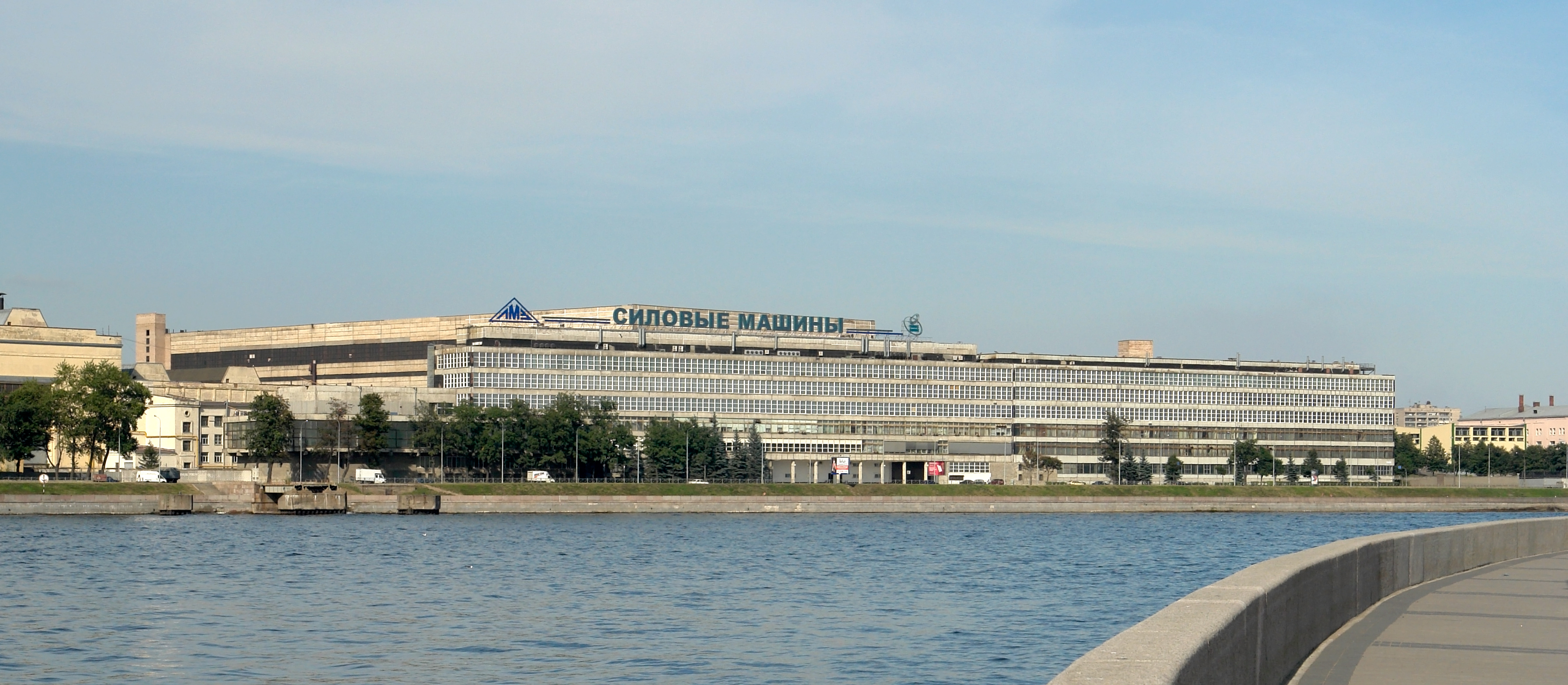
Bâtiments de l'usine de Power Machines sur l'embarcadère de Sverdlovskaya à Saint-Pétersbourg.

Power Machines (translitération de Siloviye Mashiny abrégé en Silmash, en russe ОАО Силовые машины) est une société russe de construction de machines électriques de puissance fondée en 2000. Son siège social est situé à Saint-Pétersbourg.

## Historique
La société fut créée en 2000 par le regroupement des entreprises suivantes :
- Leningradsky Metallichesky Zavod (créée en 1857) ;
- Electrosila (créée en 1898) ;
- Turbine Blades’ Plant (créée en 1964) ;
- Kaluga Turbine Works (créée en 1964) ;
- NPO CKTI nommée d'après I.I. Polzounov (créée en 1927) ;
- Energomachexport (créée en 1966) ;
- Power Machines - Reostat Plant (créée en 1960).

## Opérations
Power Machines fabrique des turbines à vapeur d'une puissance allant jusqu'à 1 200 MWe, dont des turbines pour les centrales nucléaires. Son portefeuille se compose des générateurs de la centrale nucléaire de Leningrad II et de la centrale nucléaire de Novovoronej II. Outre la Russie, Power Machines a fourni des équipements à 57 pays dont une part importante en Asie.

## Actionnaires
Au 31 décembre 2009, 69,92 % des actions était détenues par Highstat Limited, une société contrôlée par Alexeï Mordachov. 25 % des actions était détenues par Siemens et 5,08 % par d’autres actionnaires.

## Gestion
Le conseil d'administration se compose de huit membres :
- du groupe Severstal, Alexeï Mordachov, Alexeï Egorov, Vladimir Lukin ;
- de Power Machines, Igor Kostin (directeur général), Vadim Chechnev ;
- de Universal Invest, Igor Voskresensky ;
- de Siemens, Michael Zuss, Hans-Jurgen Vio[3].

Siemens AG a vendu une participation de blocage dans Power Machines à Highstat pour un peu moins de 280 millions de dollars, en dessous du prix du marché d’après Kommersant, citant une personne non identifiée proche de la transaction. Selon le journal, la vente a été réalisée en décembre 2011. En conséquence, Highstat détient 95,3 % des actions de l'entreprise.